# Ribautia platensis
Ribautia platensis är en mångfotingart som först beskrevs av Filippo Silvestri 1898.  Ribautia platensis ingår i släktet Ribautia och familjen storjordkrypare. Inga underarter finns listade i Catalogue of Life.